# Anthopterus revolutus
Anthopterus revolutus är en ljungväxtart som först beskrevs av Robert Lynch Wilbur och Luteyn, och fick sitt nu gällande namn av J. L. Luteyn. Anthopterus revolutus ingår i släktet Anthopterus och familjen ljungväxter. Inga underarter finns listade i Catalogue of Life.